# Amalia de Sajonia-Coburgo y Gotha
Amalia de Sajonia-Coburgo-Gotha (en alemán, Amalie von Sachsen-Coburg-Gotha; Coburgo, 23 de octubre de 1848 - Múnich, 6 de mayo de 1894) fue una noble princesa alemana y, por matrimonio, duquesa en Baviera.

## Biografía

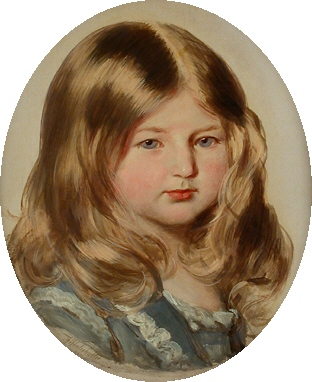
Retrato de la princesa Amalia, por Franz Xaver Winterhalter (1855).

Amalia era la segunda hija de cinco vástagos del príncipe Augusto de Sajonia-Coburgo-Gotha y de la princesa Clementina de Orleans.
A principios de la década de 1870, se planeó un matrimonio entre la princesa Amalia y el príncipe Leopoldo de Baviera. Pero el hermano menor de la emperatriz Isabel de Austria-Hungría, Maximiliano Manuel en Baviera, se enamoró de ella y querían casarse. Así mismo, la hija de la emperatriz, la archiduquesa Gisela de Austria, estaba enamorada de Leopoldo. Para aclarar la situación algo confusa y satisfacer a todos, la emperatriz intervino. Invitó a Leopoldo a Gödöllő, donde también se encontraba su hija, y para el príncipe bávaro era demasiado tentador convertirse en yerno del emperador de Austria, de manera que pidió la mano de la archiduquesa. Poco después, cuando pasó una cantidad de tiempo suficiente para que Amalia se recuperara, con la ayuda de la condesa Festetics, Sissi organizó el matrimonio de su hermano con la princesa.

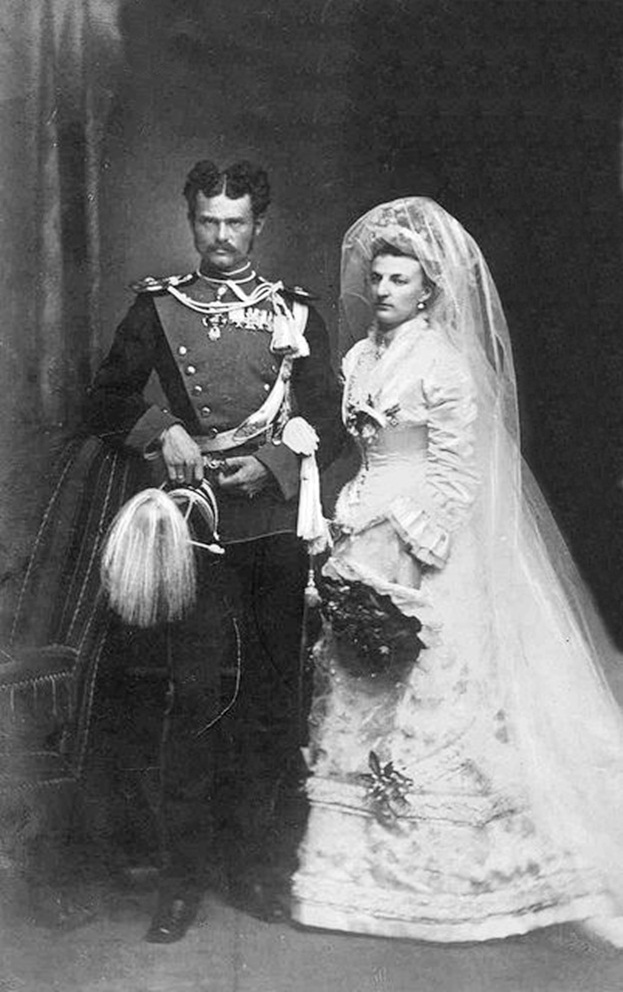
Amalia y Maximiliano Manuel el día de su boda.

En 1875, la princesa Amalia se casó con el duque Maximiliano Manuel en Baviera, hijo del duque Maximiliano José en Baviera y de Ludovica de Baviera. El matrimonio, que según todos los informes, fue muy feliz, dio a luz a tres hijos:
- Sigfrido (1876-1952).
- Cristóbal (1879-1963), casado morganáticamente en 1924 con Ana Sibig.
- Leopoldo (1890-1973).

El duque Maximiliano Manuel murió en 1893, a los 44 años, a causa de una úlcera. Inconsolable, Amalia lo siguió a la tumba el año siguiente por una peritonitis.

## Títulos y tratamientos
| ● 23 de octubre de 1848-20 de septiembre de 1875: | Su alteza serenísima la princesa Amalia de Sajonia-Coburgo y Gotha, duquesa de Sajonia                      |
| ● 20 de septiembre de 1875-6 de mayo de 1894:     | Su alteza real el duquesa Amalia en Baviera, princesa Amalia de Sajonia-Coburgo y Gotha, duquesa de Sajonia |